# Rupert Costo
Rupert Costo (Anza, California, 1906-1989) fue un escritor y activista cahuilla. De joven destacó como jugador de baloncesto. Más tarde fue miembro del consejo tribal y se casó con Jeanette Henry (1909-2001), una cherokee. Dirigió acciones contra el IRA (Indian Reorganization Act) de 1934 y la Termination de 1953, pero no se hizo miembro del AIM (Movimiento Indígena Estadounidense), a pesar de que muchos de sus miembros le consideraban como un padre intelectual. 
Dedicados a la historia de los nativos en Estados Unidos, Rupert Costo y Jeanette Henry escribieron Natives of the Golden State: The California Indians (1995), Indian Voices: The Native American Today (1974) y The Missions of California: A Legacy of Genocide (1987), Indian Treaties: Two Centuries of Dishonor (1977) y One Thousand Years of American Indian Storytelling (1981). 

## Enlace
- Biografía
- Biografía

- Datos: Q4896012